# تسويق جغرافي
التسويق الجغرافي هو دمج المعرفة الجغرافية في جوانب التسويق المتعددة، بما في ذلك المبيعات والتوزيع. فبحوث التسويق الجغرافي تتركز حول استخدام المعطيات الجغرافية في المنهجية التي تقوم عليها بحوث التسويق، بما في ذلك أخذ العينات، وجمع البيانات، وتحليلها وعرضها. خدمات التسويق الجغرافي المرتبطة بتحديد المسارات، والتخطيط الأرضي، واختيار الموقع حيث إن الموقع هو العامل الأساسي لمثل هذه التخصصات.
وتعد الخريطة الرقمية هي القاعدة الأساسية للتسويق الجغرافي؛ فمن خلالها يمكن إحياء المفهوم أو إماتته. مع ذلك، فإن ربط البيانات بهذه الخرائط باستخدام بعض المكونات المستندة إلى المكان له نفس القدر من الأهمية.
في التسويق، جيو (يسمى أيضًا جغرافيا التسويق أو التسويق الجغرافي) هو مجال ضمن تحليل التسويق يستعمل الموقع الجغرافي (المعلومات الجغرافية) في عملية تخطيط الأنشطة التسويقية وتنفيذها. ويمكن استخدامه في أي من مجالات المزيج التسويقي – (الاستهداف الجغرافي) المتعلق بالمنتج، أو السعر، أو الترويج، أو المكان. كما يمكن أيضًا ربط القطاع السوقي بالموقع، وقد يكون هذا مفيدًا في التسويق المستهدف.
ويتم تطبيق منهجية التسويق الجغرافي بنجاح في القطاع المالي من خلال تحديد مولدات حركة المرور الخاصة بأجهزة الصراف الآلي وعمل خرائط للمناطق المزدحمة استنادًا إلى معطيات جغرافية متكاملة مع سلوك العملاء.
وللتسويق الجغرافي تأثير مباشر على تنمية التجارة الحديثة وإعادة تنظيم أنواع البيع بالتجزئة. ويصبح اختيار الموقع آليًا ومستندًا إلى بعض الإجراءات العلمية التي توفر الوقت والمال. وفي التسويق الجغرافي يتم استخدام الحقائق الرئيسية، وخريطة أساسية جيدة، وطبقات صحيحة من البيانات، وتحديدًا نمطيًا للمستهلك موثوقًا به، ومعايير مناسبة للنجاح/للفشل.
ويمكن استخدام وحدة تتبع نظام تحديد المواقع وجهاز تتبع الهاتف المحمول للتعرف على الوضع الفعلي للعميل المسافر.

## برامج التسويق الجغرافي
كما يمكن استخدام برامج تحديد الموقع الجغرافي (Geolocation software) لعرض البيانات التي يمكن ربطها بالإقليم أو المنطقة الجغرافية. يمكن استخدامه للأغراض التالية:
- التوصية بالمناسبات الاجتماعية القريبة.[2]
- تحديد أماكن العملاء (في البلد، أو المدينة، أو الشارع، أو على مستوى المستخدم).
- تحديد هوية العميل (في المنظمات أو على مستوى المستخدم)، أو تقديم تخمين بشأنه يعتمد على لقاءات تمت في وقت سابق عن طريق تتبع عنوان موفر الإنترنت،[4] ومعلومات بطاقة الائتمان، وعنوان حزم الصوت عبر الإنترنت، وما إلى ذلك.
- وضع تصور مرئي لأية بيانات في سياق جغرافي عن طريق ربطها بالخريطة الرقمية.
- تحديد موقع شبكة حاسوب العميل على الخريطة الرقمية.
- حساب معلومات موجزة عن مجالات محددة.
- تحديد العملاء داخل مناطق محددة.
- تمييز بعض العملاء بنقطة مشعة معينة.
- تحديد العملاء المماثلين لنوع معين في باقي البلد باستخدام التقسيم الجغرافي الدقيق.

بعض هذه البرامج تشمل مبيعات ذات مفهوم جغرافي وبوابة تسويق، أوبتي تايم (Opti-Time)، وماب إنفو، وأركجيس (معهد موارد علوم الأرض)، وريجيوغراف (النمو من المعرفة)، مصدر مفتوح متنوع مثل مابويندو، ومركبة قياس غاطسة لبحوث البيئة (DIVA) (التي تقوم بعمل خرائط عالية الكثافة مرضية بصريًا في حين أنها تستخدم عادةً للتنوع الحيوي)، نظام دعم الموارد الجغرافية وتحليلها (GRASS) (الذي يعمل على أنظمة التشغيل ويندوز ولينكس) جيو إدج (لتتبع الإعلانات والصفحات المحلية). وهناك العديد من البرامج الأخرى المتوفرة. كما أن جوجل إيرث (Google Earth) يقوم بالفعل بتوفير مجموعة ممتازة من الصور المفيدة دائمًا.

## بعض التطبيقات الخاصة بالتسويق الجغرافي

### محتوى مختلف بالاختيار
المثال النموذجي لمختلف محتويات الويب حسب الموقع هو الموقع الإلكتروني لفيديكس على FedEx.com حيث يتوفر للمستخدمين الخيار لتحديد موقعهم أولاً ثم يُقدم لهم بعد ذلك موقعًا مختلفًا أو محتوى مقال استنادًا إلى اختيارهم.

### المحتوى الآلي المختلف
من خلال المحتوى الآلي المختلف في التسويق الإلكتروني والتسويق الجغرافي، تم توصيل المحتوى المختلف استنادًا إلى تحديد الموقع الجغرافي ومعلومات شخصية أخرى بشكل آلي.

### استعمالات أخرى
- حل المشكلات فيما يتعلق بمنفذ التجزئة الجديد
- رسم خريطة باتجاهات طلب المستهلكين لتوزيع المنتجات والدعاية لها بشكل أفضل. ويرتبط هذا الأمر بإدارة منطقة التجارة.
- توجيه نطاق الدعاية الرقمية نحو آحاد المستهلكين.
- فحص أنماط تسوق المستهلك ومراقبة حركة المرور داخل مراكز التسوق وبين منافذ البيع بالتجزئة. كما يساعد أيضًا في وضع تصور لنتائج أبحاث السوق ويساعد على تحسين قدرة التخطيط الشامل لدى المنظمات.
- تحسين التعاون بين العملاء.
- إنشاء مناطق المبيعات

## قائمة المصادر
- Amaduzzi S.، Geomarketing. I sistemi informativi territoriali SIT - GIS a supporto delle aziende e della pubblica amministrazione، Roma، EPC editore 2011، ISBN 978-88-6310-311-3، http://www.amaduzzi.it/geomarketing
- Maguire D.، Kouyoumjian V.، Smith R.، The Business Benefits of GIS - An ROI Approach، ESRI Press، 2008
- Peterson K.، The power of place - Advanced customer and location analytics for market planning، Integras، 2004
- Cliquet G.، Geomarketing - Methods and Strategies in Spatial Marketing، Iste، 2002.